# جون روبنسون (مدرب رياضي)
جون روبنسون (بالإنجليزية: Jon Robinson)‏ هو مدرب رياضي أمريكي، ولد في 18 يناير 1976 في يونيون سيتي في الولايات المتحدة.